# FC Eintracht Bamberg
FC Eintracht Bamberg is een voetbalclub uit de stad Bamberg, in het noorden van de Duitse deelstaat Beieren.
1. FC Eintracht Bamberg werd op 1 april 2006 opgericht door een fusie van 1. FC 01 Bamberg en TSV Eintracht Bamberg. De vereniging telde meer dan 1.500 leden en was daarmee een van de grootste in Opper-Franken. Het eerste elftal speelde in 2009/10 in de Regionalliga Süd, het vierde niveau. In mei 2010 ging de club failliet. Als opvolger werd FC Eintracht Bamberg 2010 opgericht. Na enkele promoties kwam de nieuwe club in het seizoen 2012/13 uit in de Regionalliga Bayern. In 2015 degradeerde de club en een jaar later volgde een tweede degradatie op rij.  In 2019 promoveerde Bamberg weer naar de Bayernliga.
Nord:
FC Eintracht Bamberg ·
ASV Cham · 
FC Coburg ·
SC Eltersdorf ·
ATSV Erlangen · 
DJK Gebenbach · 
SC Großschwarzenlohe ·
SpVgg Bayern Hof · 
FC Ingolstadt 04 II ·
TSV Kornburg ·
TSV Neudrossenfeld ·
ASV Neumarkt · 
SV Fortuna Regensburg ·
Jahn Regensburg II · 
FSV Stadeln ·
SpVgg Weiden 2010 ·
Würzburger FV

Süd:
Türkspor Augsburg · 
TSV Dachau · 
FC Deisenhofen · 
SV Erlbach ·
TuS Geretsried ·
FC 1920 Gundelfingen ·
FC Sturm Hauzenberg ·
SV Heimstetten ·
FC Ismaning · 
SV Kirchanschöring · 
TSV Kottern · 
TSV 1882 Landsberg · 
TSV 1860 München II · 
Türkgücü München ·
TSV 1861 Nördlingen ·
FC Pipinsried ·
SV Schalding-Heining ·
FC Sportfreunde Schwaig